# Lista de cidades do Arizona

Localização do estado do Arizona nos Estados Unidos.

O Arizona é um estado localizado na Região Oeste dos Estados Unidos. De acordo com o Censo dos Estados Unidos do ano de 2010, o Arizona é 0 16º estado mais populoso, com 6 392 017 habitantes, e o 6º maior por área territorial total, abrangendo 295 233,49 quilômetros quadrados. A partir de 2010, existiam 91 localidades incorporadas no Arizona, sendo 46 classificadas como cidades e 45 como vilas. As localidades incorporadas no Arizona são aquelas cujo Home Rule foi concedido, possuindo um Conselho Municipal. O Censo de 2010 também apontou que 5 021 810 residentes do estado vivem nessas localidades, o que representa 78,56% da população. A maioria da população está concentrada na região metropolitana de Phoenix, onde vivem 65,6% da população do estado.
Tucson foi a primeira localidade a ser incorporada em 1877, e a mais recente foi a cidade de Tusayan em março de 2010. O maior município em população e área de terra é Phoenix, com 1 445 632 habitantes e 1 338 km², enquanto o menor em população e área terrestre é Winkelman com 353 pessoas e 1,92 km². Guadalupe é a localidade mais densamente povoada, com 2 632,6 hab/km² e Gila Bend é a menos densamente povoada, com 13,4 hab/km².
As localidades com o maior crescimento populacional do Arizona são: Maricopa (4 081 %), Sahuarita (679,1%), Buckeye (678,3%), Queen Creek (510,8%), El Mirage (317,9%), Surprise (281%), Goodyear (245,2%), Marana (157,9%), Avondale (112,5%) e Youngtown (104,5%).

## Cidades e vilas

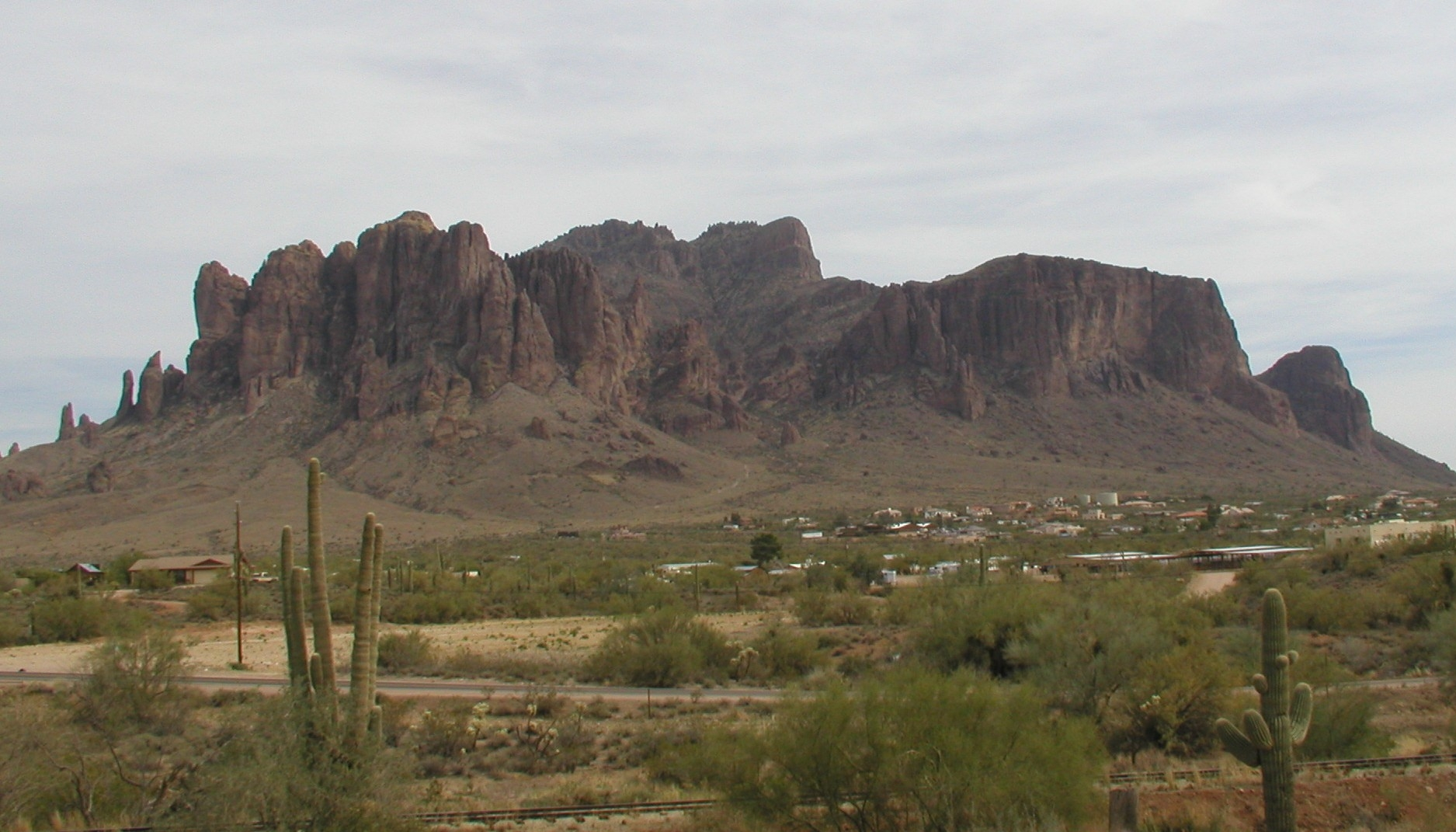
Geografia de Apache Junction.

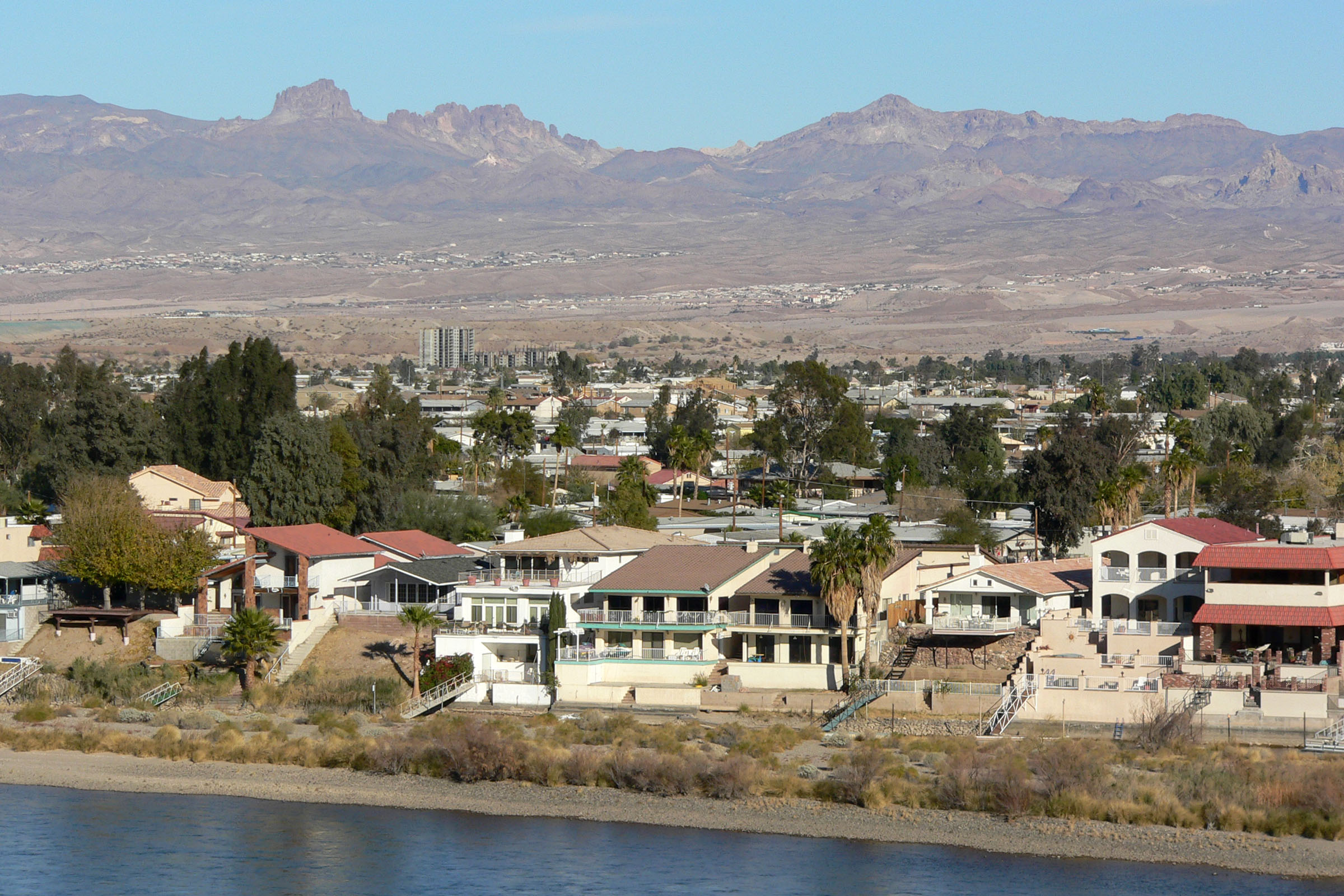
Panorama de Bullhead City.

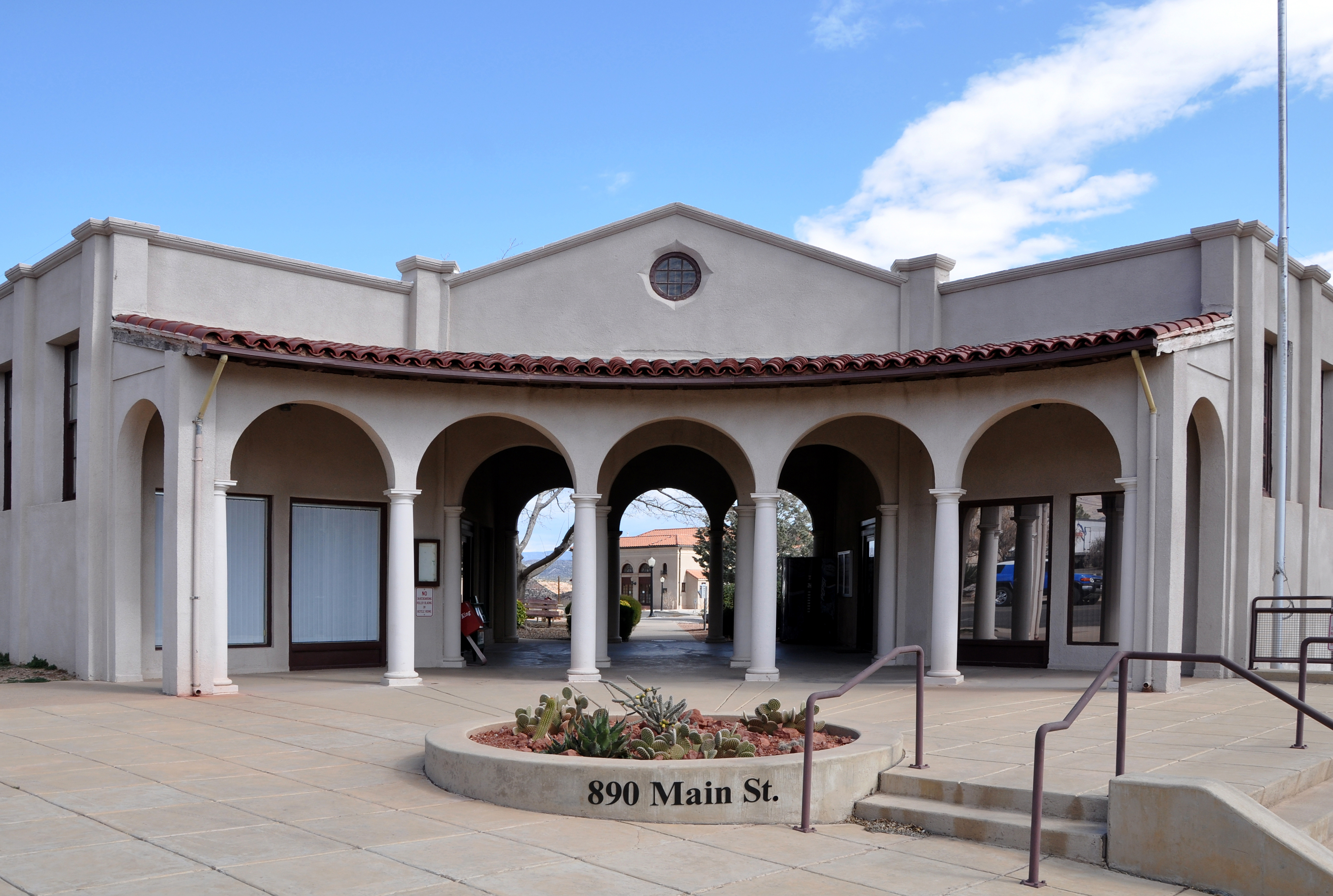
Edifício da Biblioteca Pública de Clarkdale.

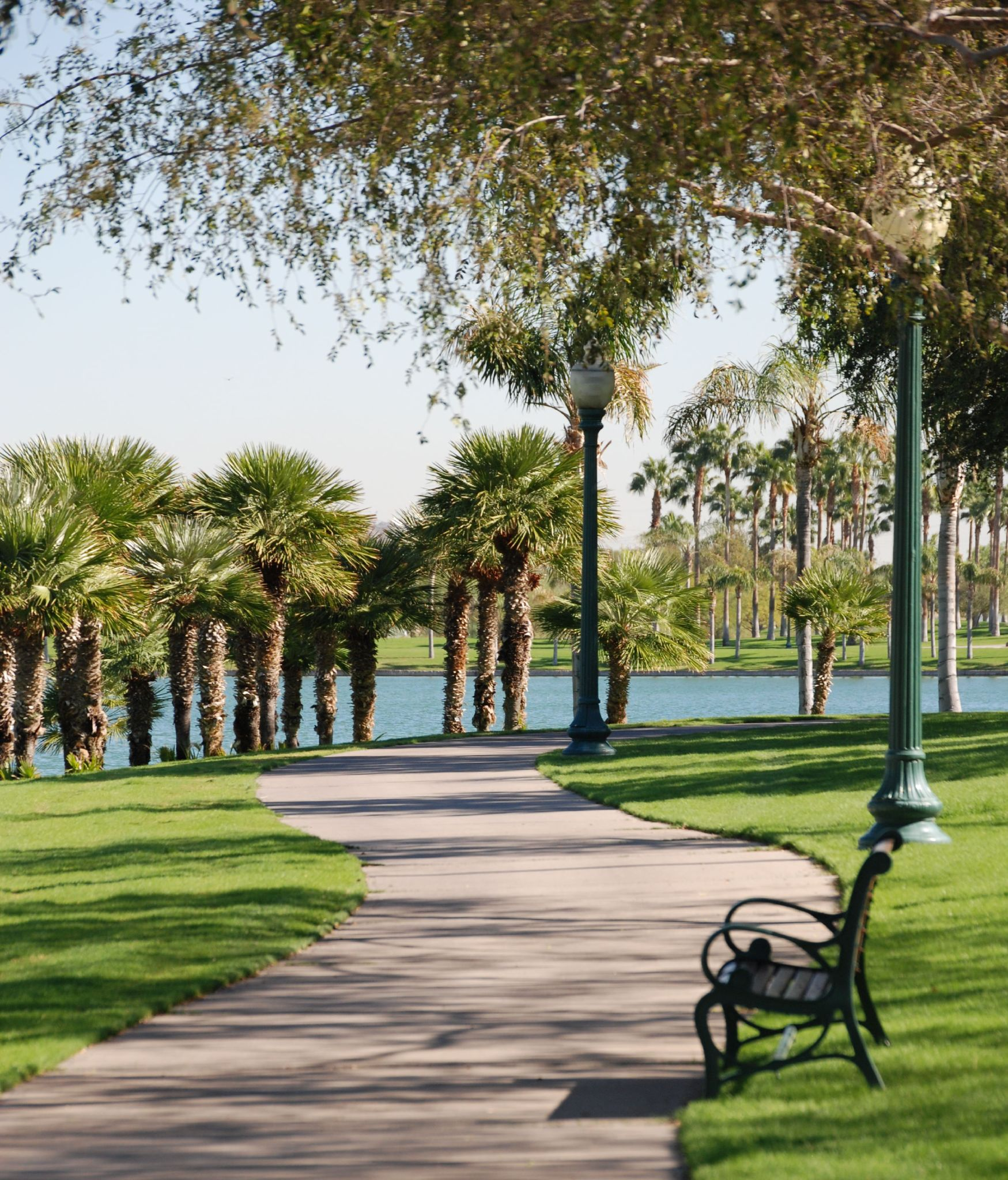
South Lake Park em Goodyear.

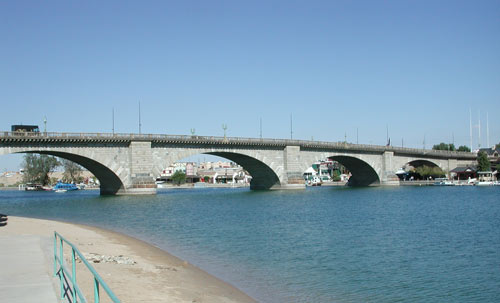
London Bridge em Lake Havasu City.

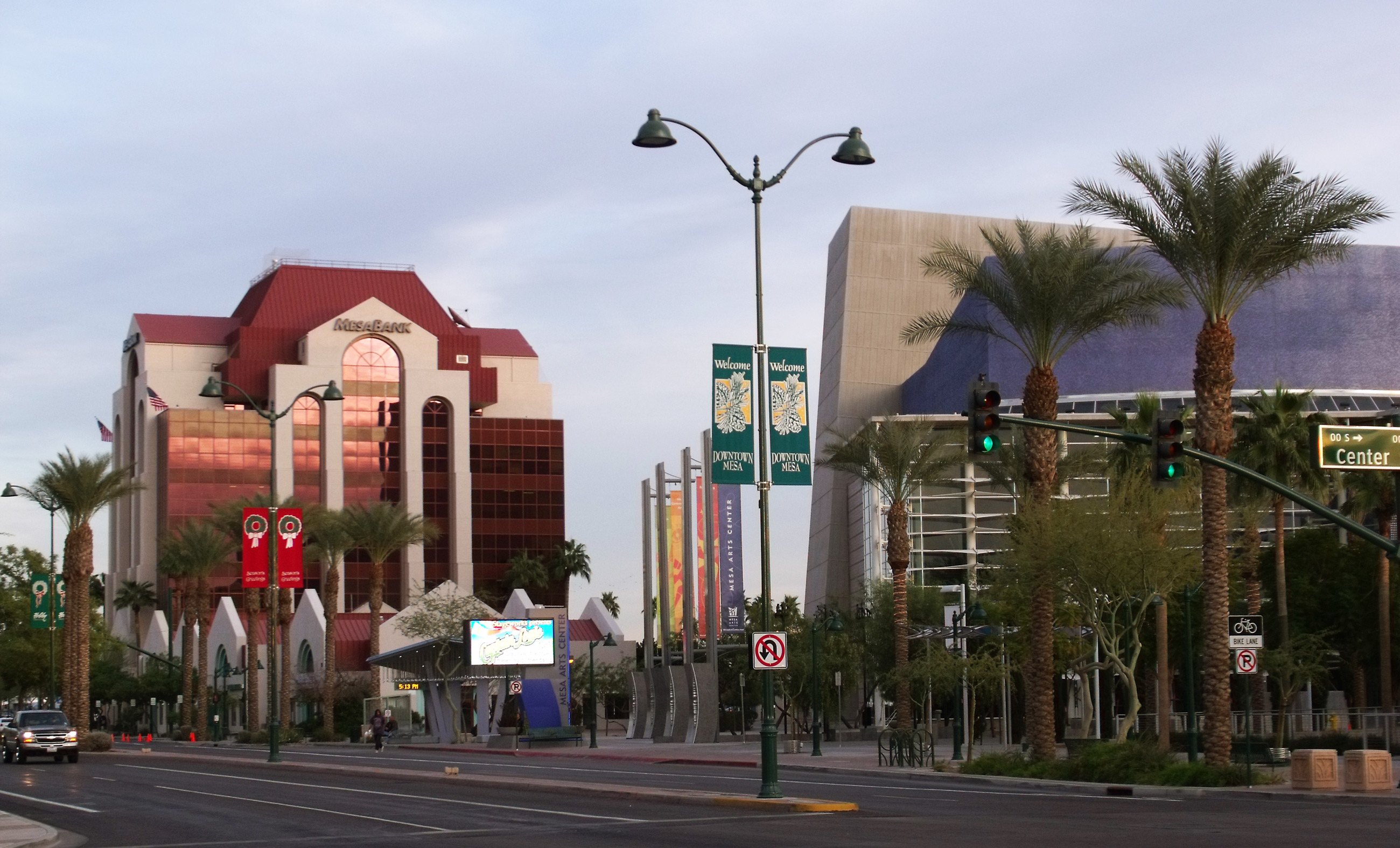
Centro de Mesa.

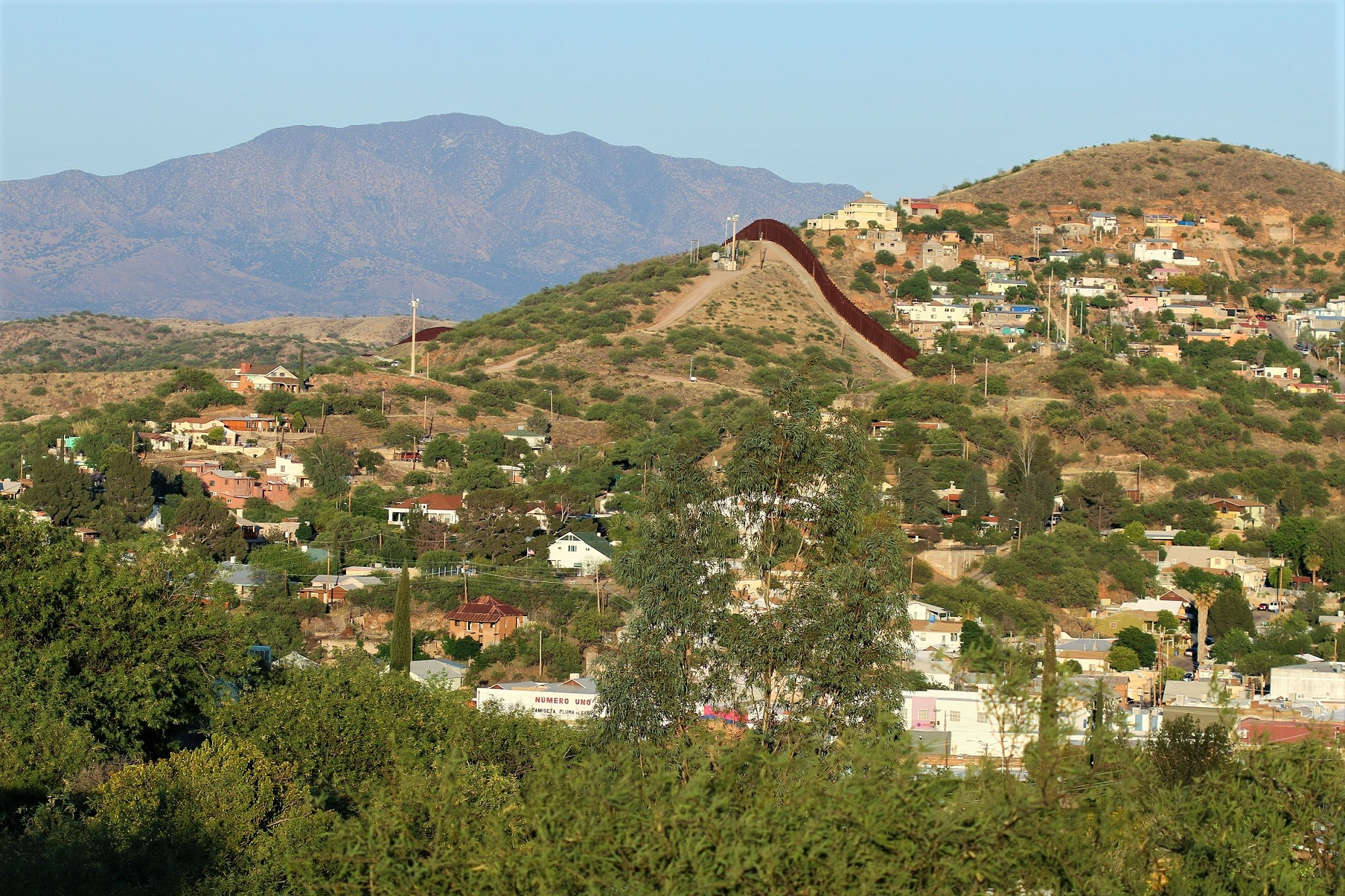
Vista de Nogales.

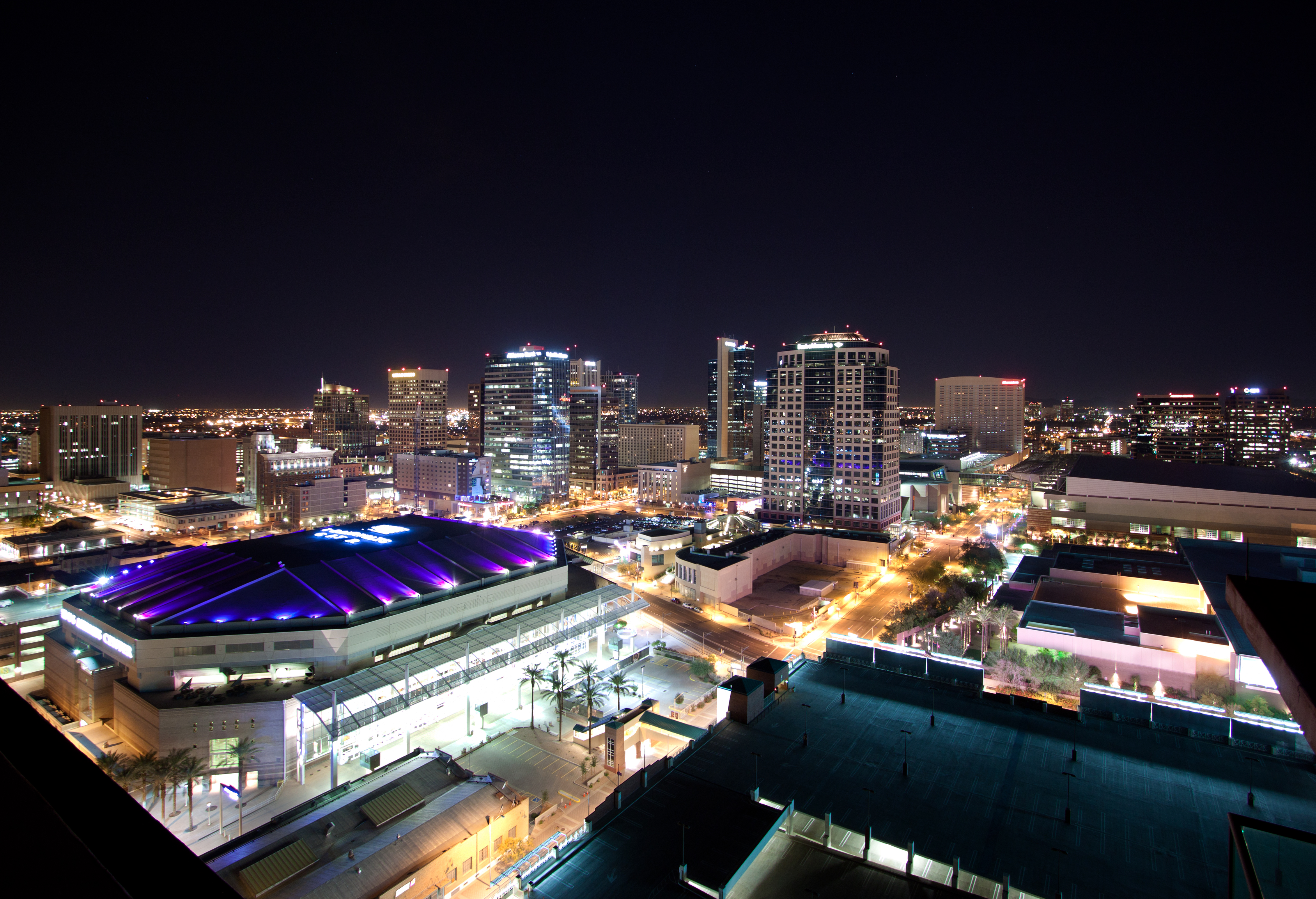
Centro de Phoenix à noite.

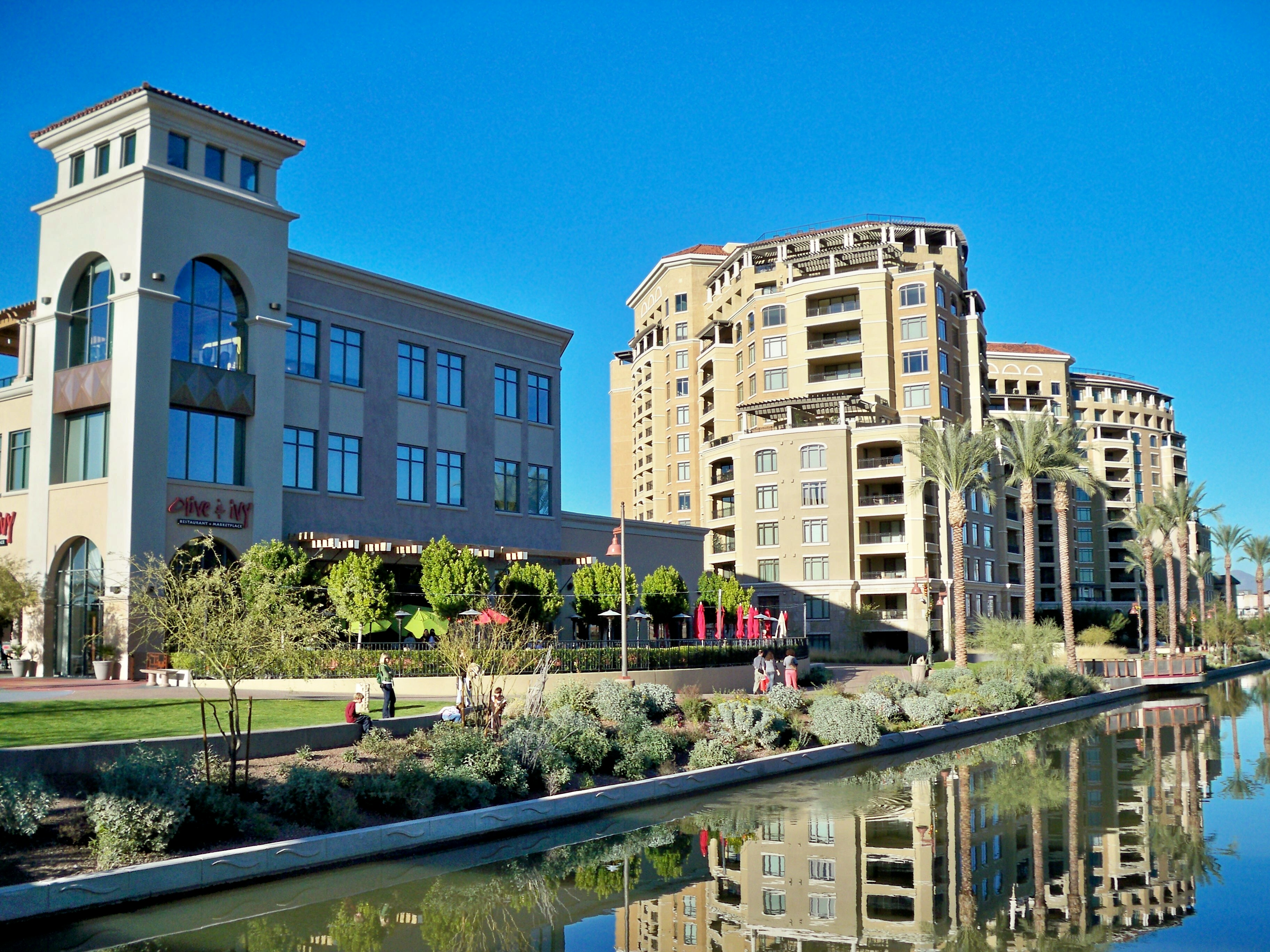
Orla de Scottsdale.

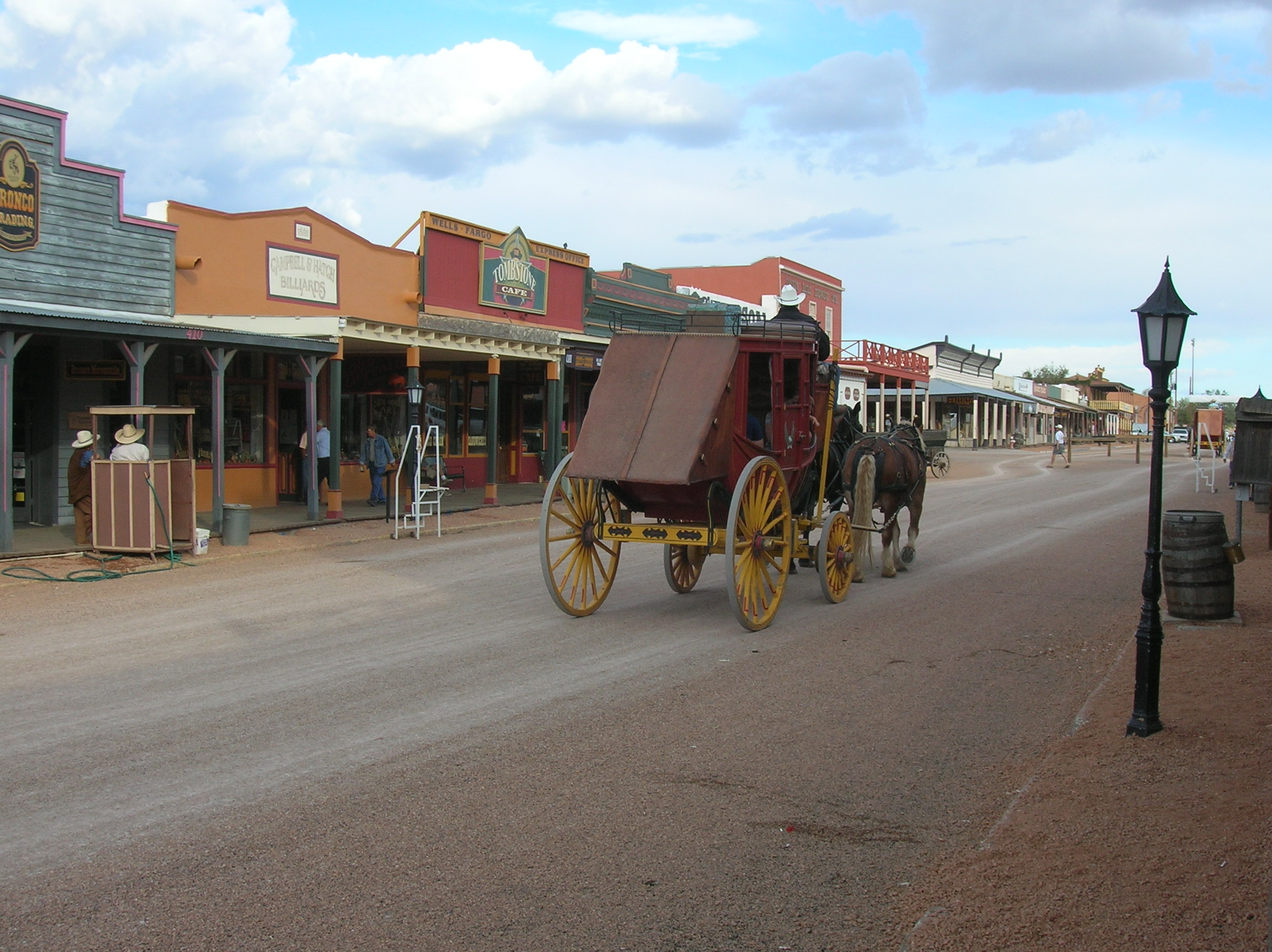
Allen Street em Tombstone, uma cidade clássica do velho oeste.

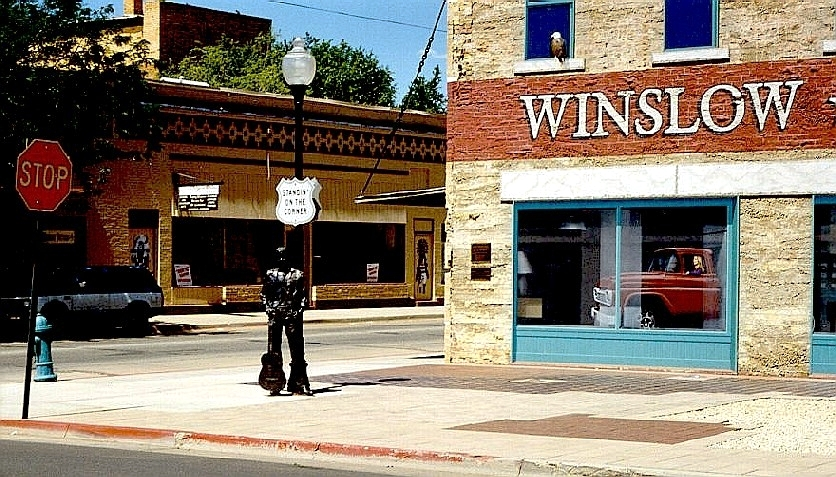
Standin' on the Corner Park em Winslow.

| Sede de condado |
| --------------- |

| Nome             | Tipo   | Condado            | População (2010) | Área de terra (km², 2010) | Densidade pop. (hab/km², 2010) | Ano de incorporação |
| ---------------- | ------ | ------------------ | ---------------- | ------------------------- | ------------------------------ | ------------------- |
| Apache Junction  | Cidade | Maricopa e Pinal   | 35 840           | 90,62                     | 395,48                         | 1978                |
| Avondale         | Cidade | Maricopa           | 76 238           | 118,10                    | 645,52                         | 1946                |
| Benson           | Cidade | Cochise            | 5 105            | 107,25                    | 47,60                          | 1924                |
| Bisbee           | Cidade | Cochise            | 5 575            | 13,36                     | 417,15                         | 1902                |
| Buckeye          | Cidade | Maricopa           | 50 876           | 971,92                    | 52,35                          | 1929                |
| Bullhead City    | Cidade | Mohave             | 39 540           | 153,79                    | 257,10                         | 1984                |
| Camp Verde       | Vila   | Yavapai            | 10 873           | 111,73                    | 97,31                          | 1986                |
| Carefree         | Vila   | Maricopa           | 3 363            | 22,79                     | 147,55                         | 1984                |
| Casa Grande      | Cidade | Pinal              | 48 571           | 284,04                    | 171,00                         | 1915                |
| Cave Creek       | Vila   | Maricopa           | 5 015            | 98,19                     | 51,08                          | 1986                |
| Chandler         | Cidade | Maricopa           | 236 123          | 166,82                    | 1 415,43                       | 1920                |
| Chino Valley     | Vila   | Yavapai            | 10 817           | 164,13                    | 65,91                          | 1970                |
| Clarkdale        | Vila   | Yavapai            | 4 097            | 26,99                     | 151,81                         | 1957                |
| Clifton          | Vila   | Greenlee           | 3 311            | 37,81                     | 87,56                          | 1909                |
| Colorado City    | Vila   | Mohave             | 4 821            | 26,75                     | 180,19                         | 1985                |
| Coolidge         | Cidade | Pinal              | 11 825           | 146,31                    | 80,82                          | 1945                |
| Cottonwood       | Cidade | Yavapai            | 11 265           | 42,50                     | 265,05                         | 1960                |
| Dewey-Humboldt   | Vila   | Yavapai            | 3 894            | 48,15                     | 80,88                          | 2004                |
| Douglas          | Cidade | Cochise            | 17 378           | 25,85                     | 672,31                         | 1905                |
| Duncan           | Vila   | Greenlee           | 696              | 5,59                      | 124,41                         | 1938                |
| Eagar            | Vila   | Apache             | 4 885            | 29,09                     | 167,95                         | 1948                |
| El Mirage        | Cidade | Maricopa           | 31 797           | 25,98                     | 1 224,02                       | 1951                |
| Eloy             | Cidade | Pinal              | 16 631           | 288,81                    | 57,58                          | 1949                |
| Flagstaff        | Cidade | Coconino           | 65 870           | 165,42                    | 398,19                         | 1894                |
| Florence         | Vila   | Pinal              | 25 536           | 135,84                    | 187,98                         | 1900                |
| Fountain Hills   | Vila   | Maricopa           | 22 489           | 52,65                     | 427,11                         | 1989                |
| Fredonia         | Vila   | Coconino           | 1 314            | 18,96                     | 69,31                          | 1956                |
| Gila Bend        | Vila   | Maricopa           | 1 922            | 143,41                    | 13,40                          | 1962                |
| Gilbert          | Vila   | Maricopa           | 208 453          | 176,02                    | 1 184,29                       | 1920                |
| Glendale         | Cidade | Maricopa           | 226 721          | 155,35                    | 1 459,44                       | 1910                |
| Globe            | Cidade | Gila               | 7 532            | 47,09                     | 159,96                         | 1907                |
| Goodyear         | Cidade | Maricopa           | 65 275           | 495,93                    | 131,62                         | 1946                |
| Guadalupe        | Vila   | Maricopa           | 5 523            | 2,10                      | 2 632,64                       | 1975                |
| Hayden           | Vila   | Gila e Pinal       | 662              | 3,29                      | 201,26                         | 1956                |
| Holbrook         | Cidade | Navajo             | 5 053            | 44,91                     | 112,51                         | 1917                |
| Huachuca City    | Vila   | Cochise            | 1 853            | 7,28                      | 254,61                         | 1958                |
| Jerome           | Vila   | Yavapai            | 444              | 2,23                      | 199,34                         | 1899                |
| Kearny           | Vila   | Pinal              | 1 950            | 7,15                      | 272,79                         | 1959                |
| Kingman          | Cidade | Mohave             | 28 068           | 90,18                     | 311,23                         | 1952                |
| Lake Havasu City | Cidade | Mohave             | 52 527           | 115,07                    | 456,47                         | 1978                |
| Litchfield Park  | Cidade | Maricopa           | 5 476            | 8,57                      | 638,76                         | 1987                |
| Mammoth          | Vila   | Pinal              | 1 426            | 2,69                      | 529,41                         | 1958                |
| Marana           | Vila   | Pima e Pinal       | 34 961           | 314,61                    | 111,13                         | 1977                |
| Maricopa         | Cidade | Pinal              | 43 482           | 122,95                    | 353,67                         | 2003                |
| Mesa             | Cidade | Maricopa           | 439 041          | 353,40                    | 1 242,32                       | 1883                |
| Miami            | Vila   | Gila               | 1 837            | 2,28                      | 805,99                         | 1918                |
| Nogales          | Cidade | Santa Cruz         | 20 837           | 53,92                     | 386,42                         | 1893                |
| Oro Valley       | Vila   | Pima               | 41 011           | 92,02                     | 445,66                         | 1974                |
| Page             | Cidade | Coconino           | 7 247            | 43,07                     | 168,26                         | 1975                |
| Paradise Valley  | Vila   | Maricopa           | 12 820           | 39,96                     | 320,79                         | 1961                |
| Parker           | Vila   | La Paz             | 3 083            | 56,93                     | 54,16                          | 1948                |
| Patagonia        | Vila   | Santa Cruz         | 913              | 3,34                      | 273,26                         | 1948                |
| Payson           | Vila   | Gila               | 15 301           | 50,43                     | 303,43                         | 1973                |
| Peoria           | Cidade | Maricopa e Yavapai | 154 065          | 451,69                    | 341,08                         | 1954                |
| Phoenix          | Cidade | Maricopa           | 1 445 632        | 1 338,25                  | 1 080,24                       | 1881                |
| Pima             | Vila   | Graham             | 2 387            | 15,23                     | 156,74                         | 1916                |
| Pinetop-Lakeside | Vila   | Navajo             | 4 282            | 29,24                     | 146,44                         | 1984                |
| Prescott         | Cidade | Yavapai            | 39 843           | 107,07                    | 372,12                         | 1883                |
| Prescott Valley  | Vila   | Yavapai            | 38 822           | 100,10                    | 387,82                         | 1978                |
| Quartzsite       | Vila   | La Paz             | 3 677            | 95,10                     | 38,66                          | 1989                |
| Queen Creek      | Vila   | Maricopa e Pinal   | 26 361           | 72,62                     | 362,98                         | 1989                |
| Safford          | Cidade | Graham             | 9 566            | 22,17                     | 431,48                         | 1901                |
| Sahuarita        | Vila   | Pima               | 25 259           | 80,39                     | 314,19                         | 1994                |
| San Luis         | Cidade | Yuma               | 25 505           | 82,96                     | 307,45                         | 1979                |
| Scottsdale       | Cidade | Maricopa           | 217 385          | 476,35                    | 456,36                         | 1951                |
| Sedona           | Cidade | Coconino e Yavapai | 10 031           | 49,57                     | 202,35                         | 1988                |
| Show Low         | Cidade | Navajo             | 10 660           | 106,03                    | 100,53                         | 1953                |
| Sierra Vista     | Cidade | Cochise            | 43 888           | 394,38                    | 111,28                         | 1956                |
| Snowflake        | Vila   | Navajo             | 5 590            | 86,82                     | 64,39                          | 1948                |
| Somerton         | Cidade | Yuma               | 14 287           | 18,88                     | 756,69                         | 1918                |
| South Tucson     | Cidade | Pima               | 5 652            | 2,69                      | 2 098,32                       | 1940                |
| Springerville    | Vila   | Apache             | 1 961            | 29,86                     | 65,67                          | 1948                |
| St. Johns        | Cidade | Apache             | 3 480            | 67,11                     | 51,86                          | 1946                |
| Star Valley      | Vila   | Gila               | 2 310            | 93,55                     | 24,69                          | 2005                |
| Superior         | Vila   | Pinal              | 2 837            | 5,02                      | 564,62                         | 1976                |
| Surprise         | Cidade | Maricopa           | 117 517          | 273,89                    | 429,06                         | 1960                |
| Taylor           | Vila   | Navajo             | 4 112            | 84,56                     | 48,63                          | 1966                |
| Tempe            | Cidade | Maricopa           | 161 719          | 103,42                    | 1 563,74                       | 1894                |
| Thatcher         | Vila   | Graham             | 4 865            | 17,38                     | 279,94                         | 1899                |
| Tolleson         | Cidade | Maricopa           | 6 545            | 14,89                     | 439,48                         | 1929                |
| Tombstone        | Cidade | Cochise            | 1 380            | 11,16                     | 123,62                         | 1881                |
| Tucson           | Cidade | Pima               | 520 116          | 587,18                    | 885,79                         | 1877                |
| Tusayan          | Vila   | Coconino           | 558              | 23,08                     | 24,18                          | 2010                |
| Wellton          | Vila   | Yuma               | 2 882            | 74,93                     | 38,46                          | 1970                |
| Wickenburg       | Vila   | Maricopa e Yavapai | 6 363            | 48,59                     | 130,96                         | 1909                |
| Willcox          | Cidade | Cochise            | 3 757            | 15,93                     | 235,87                         | 1915                |
| Williams         | Cidade | Coconino           | 3 023            | 112,53                    | 26,86                          | 1901                |
| Winkelman        | Vila   | Gila e Pinal       | 353              | 1,92                      | 184,18                         | 1949                |
| Winslow          | Cidade | Navajo             | 9 655            | 31,86                     | 303,07                         | 1900                |
| Youngtown        | Vila   | Maricopa           | 6 156            | 3,96                      | 1 553,49                       | 1960                |
| Yuma             | Cidade | Yuma               | 93 064           | 311,52                    | 298,74                         | 1914                |